# Alfaraz de Sayago
Alfaraz de Sayago is een gemeente in de Spaanse provincie Zamora in de regio Castilië en León met een oppervlakte van 73,02 km². Alfaraz de Sayago telt 149 inwoners (1 januari 2016).

## Demografische ontwikkeling

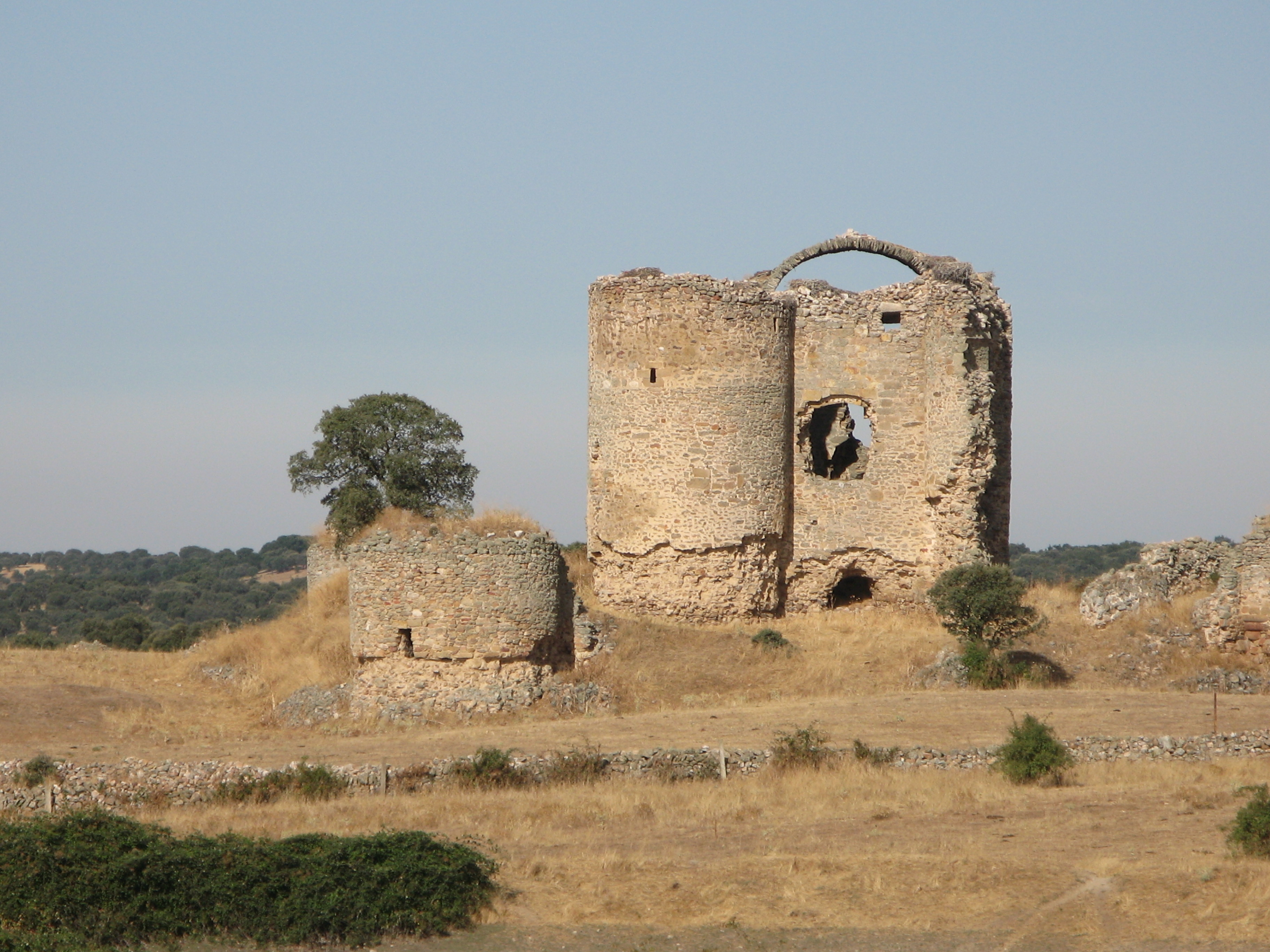
Overblijfselen van een kasteel

Bron: INE, 1857-2011: volkstellingen
Opm.: In 1970 werd de gemeente Viñuela de Sayago aangehecht